# L'incognita tempo
L'incognita tempo (The Time Ships), edito anche come Il secondo viaggio (L'incognita tempo), è un romanzo di fantascienza del 1995 scritto da Stephen Baxter. È il seguito, autorizzato dalla fondazione Wells, del romanzo La macchina del tempo di H. G. Wells che era stato scritto un secolo prima, nel 1895.
L'opera ha vinto nel 1996 il Premio John Wood Campbell Memorial, il British Science Fiction Association Award e il Premio Kurd Laßwitz, nel 1997 il Premio Philip K. Dick e nel 1999 il Premio Seiun.
Il romanzo è un resoconto in prima persona delle avventure del Viaggiatore nel Tempo successive a quelle narrate nel libro originale. Baxter aggiunge l'idea che ogni viaggio della macchina del tempo provochi un cambiamento nella storia, secondo la teoria dei molti mondi.
Nella storia viene introdotta anche la plattnerite, la sostanza che permette il funzionamento della macchina, mai citata nel romanzo originale La macchina del tempo ed ispirata invece ad un'altra opera di Wells, La storia di Plattner.

## Edizioni
- Stephen Baxter, The Time Ships, 1ª ed., Londra, HarperCollins, 1995,  p. 454.
- Stephen Baxter, L'incognita tempo, traduzione di Alessandro Zabini, collana Narrativa, n. 83, Milano, Editrice Nord, 1997,  p. 385, ISBN 88-429-0960-2.
- Stephen Baxter, Il secondo viaggio (L'incognita tempo), traduzione di Alessandro Zabini, Cosmo Oro, n. 193, Milano, Editrice Nord, 2002,  p. 386, ISBN 88-429-1199-2.